# Plon rolniczy
Plon rolniczy – plon organów roślinnych, posiadających wartość użytkową np. ziarno zbóż, liście tytoniu.